# Squalus edmundsi
 Squalus edmundsi — вид рода колючих акул семейства катрановых акул отряда катранообразных. Обитает в восточной части Индийского океана. Встречается на глубине до 850 м. Максимальный зарегистрированный размер 86,6 см. Размножается яйцеживорождением. Является объектом коммерческого промысла.

## Таксономия
Впервые научно вид описан в 2007 году. Голотип представляет собой взрослого самца длиной 61,4 см, пойманного в 1991 у острова Берниер, Западная Австралия, (24°55' ю.ш. и 112°11' в.д.) на глубине 344 м. Паратипы: самка длиной 30,5 см, пойманная к северо-западу от порта Хедленда на глубине 430 м; самка длиной 44,8 см, пойманная к западу от острова Дорр на глубине 312 м; неполовозрелые самцы длиной 45,9—54,1 см и самка длиной 49,9 см, пойманные в западной части Шарк Бэй на глубине 326—478 м; взрослый самец длиной 58,5 см, пойманный у побережья города Грин Хэд на глубине 490 м; самки длиной 50,8—73,2 см, пойманные у острова Роттнест на глубине 485—850 м. Вид назван в честь Мэтта Эдмундса, который в 1990-х годах был сотрудником Морской лаборатории CSIRO. 

## Ареал
Squalus edmundsi обитают в восточной части Индийского океана у побережья Западной Австралии. Эти акулы встречаются на глубине от 204 до 850 м.

## Описание
Максимальный зарегистрированный размер составляет 86,6 см. Тело удлинённое, его высота составляет 9,9—11,5 % от длины тела. Рыло короткое и треугольное. Кожные складки, обрамляющие ноздри, слегка раздвоены. Расстояние от кончика рыла до рта в 1,56—1,81 раз меньше ширины рта. Овальные глаза вытянуты по горизонтали. Позади глаз имеются брызгальца.  У основания спинных плавников расположены длинные шипы. Первый спинной плавник крупнее второго, он имеет прямой постав, его высота достигает 7,0—8,0 % длины тела. Шип, расположенный у его основания, массивный и не изогнут. Шип у основания второго спинного плавника длинный и изогнутый. Каудальный край грудных плавников слабо вогнут. Хвостовой плавник асимметричный, выемка у края более длинной верхней лопасти отсутствует. Количество позвонков осевого скелета составляет от 113 до 120. Окраска серовато-коричневого цвета. На верхней лопасти хвостового плавника имеется тёмная седловидная отметина.

## Биология
Эти акулы размножаются яйцеживорождением. Самцы достигают половой зрелости при длине 54 см.

## Взаимодействие с человеком
В австралийских водах этот вид акул в незначительном количестве попадается при глубоководном рыбном промысле. В Индонезии этих акул активно добывают и употребляют в пищу, также ценится жир печени. Международный союз охраны природы присвоил этому виду статус сохранности «Близкий к уязвимому положению». 